# Echinogorgia verrucosa
Echinogorgia verrucosa is een zachte koraalsoort uit de familie Plexauridae. De koraalsoort komt uit het geslacht Echinogorgia. Echinogorgia verrucosa werd in 1896 voor het eerst wetenschappelijk beschreven door Brundin. 